# Ashmeadiella xenomastax
Ashmeadiella xenomastax är en biart som beskrevs av Michener 1939. Ashmeadiella xenomastax ingår i släktet Ashmeadiella och familjen buksamlarbin. Inga underarter finns listade i Catalogue of Life.